# Rhyacia afghanidia
Rhyacia afghanidia là một loài bướm đêm trong họ Noctuidae.